# Köngen
Köngen är en kommun och ort i Landkreis Esslingen i regionen Stuttgart i Regierungsbezirk Stuttgart i förbundslandet Baden-Württemberg i Tyskland.
Kommunen ingår i kommunalförbundet Wendlingen am Neckar tillsammans med staden Wendlingen am Neckar.